# Long John Baldry
Long John Baldry, pseudonimo di John William Baldry (East Haddon, 12 gennaio 1941 – Vancouver, 21 luglio 2005), è stato un cantante e chitarrista britannico esponente del British Blues.

## Biografia
Nacque durante la guerra . Per la sua statura sopra la media, venne soprannominato "long John", appellativo che gli resterà a vita. Appassionato di blues e rhythm & blues, entrò giovanissimo a cantare nei nuovi gruppi che si formarono a Londra agli inizi degli anni sessanta. Fece parte fin dall'inizio della Alexis Korner's Blues Incorporated, con la quale incise nel 1962 R&B from the Marquee, dal vivo al Marquee Club, famoso locale londinese. In quel periodo suonavano con loro anche Mick Jagger e Charlie Watts dei Rolling Stones e Jack Bruce in studio, mentre dal vivo si univano occasionalmente Keith Richards e Brian Jones, anche se nessuno di loro partecipò all'album R&B at the Marquee. Baldry strinse un'amicizia anche con Paul McCartney, dal quale venne invitato nel 1964 a partecipare a un programma televisivo dedicato ai Beatles.
Nel 1963 si unì ai Cyril Davies's R&B All Stars, con Jimmy Page alla chitarra e Nicky Hopkins al piano. Si sciolsero nel 1964 alla morte di Davies, diventando i Long John Baldry and his Hoochie Coochie Men con Rod Stewart alla voce e Geoff Bradford alla chitarra.
Nel 1965 cambiarono nome in Steampacket con Baldry e Stewart alla voce, Julie Driscoll voce e Brian Auger all'organo Hammond. Nel 1966, Baldry, in pieno fermento creativo, formò i Bluesology con Reginal Dwight al piano e Elton Dean al sassofono. Successivamente Dwight combinò i nomi di battesimo di Baldry e di Dean per coniare il suo nome d'arte, Elton John.
Nel 1967 incise Let the Heartaches Begin, un album pop fuori dai soliti schemi rock-blues e diventò un numero uno in Inghilterra. Nonostante il successo commerciale del leader, il gruppo Bluesology si sciolse l'anno successivo e per Baldry iniziò un periodo buio. Ma nel 1971, grazie all'aiuto e alla produzione di due vecchi amici, Elton John e Rod Stewart, Baldry riuscì a risalire le classifiche inglesi con il suo album più famoso It Ain't Easy, contenente un brano Don't Try to Lay No Boogie Woogie on the King of Rock and Roll che gli aprì un inatteso successo negli Stati Uniti e una lunga tournée.
Il successivo album del 1972 Everything Stops for Tea, pur prodotto da John e Stewart, non fu il successo che si prevedeva e fu l'inizio
della carriera solista di Baldry, fatta ancora di qualche disco "dignitoso" e concerti dal vivo, da solista o in trio. Si trasferisce in Canada e lì vivrà fino alla morte.
Nel 1975, a causa di alcuni problemi psichici subentrati nel frattempo, fu ricoverato per un breve periodo in un ospedale psichiatrico.
Baldry's Out!, del 1979, è l'album dove Baldry dichiara la sua omosessualità.
Nel 1980, la sua cover di You've Lost That Lovin' Feelin' dei Righteous Brothers, in duetto con Kathi McDonald, raggiunse la posizione numero due della classifica australiana.
Continuò a suonare in tour negli Stati Uniti fino al 2004 in particolare in Ohio e Texas, e in Europa, dove nel novembre dello stesso anno si esibì per l'ultimo concerto a Norfolk, in Inghilterra, in trio con il vecchio amico Dave Kelly.
Baldry morì il 21 luglio 2005 al General Hospital di Vancouver per infezione polmonare.

## Discografia

### Album in studio
- 1964 - Long John's Blues
- 1966 - Looking at Long John
- 1967 - Let the Heartaches Begin
- 1969 - Wait for Me
- 1971 - It Ain't Easy
- 1972 - Everything Stops for Tea
- 1973 - Good to Be Alive
- 1977 - Welcome to the Club
- 1979 - Baldry's Out!
- 1980 - Long John Baldry
- 1982 - Rock with the Best
- 1986 - Silent Treatment
- 1987 - Long John Baldry & Friends
- 1989 - A Touch of the Blues
- 1991 - It Still Ain't Easy
- 1997 - Right to Sing the Blues
- 2002 - Remembering Leadbelly

### Album live
- 1972 - Live in Paramount Seattle
- 1993 - On Stage Tonight - Baldry's Out!
- 2000 - Long John Baldry Trio Live
- 2002 - Live in Toronto!
- 2004 - Live - Iowa State University

### Raccolte
- 1983 - The Best of Long John Baldry

### Collaborazioni
- 1962 - R&B from the Marquee (voce su tracce 2, 7, 11, 12, e 13)
- 1964 - The Steampacket: The First R&B Festival (assoli su tracce 6 e 12)
- 1965 - The Steampacket - The Steampacket
- 1965 - Steampacket: The First Super Group
- 1971 - Every Picture Tells a Story - Rod Stewart (assolo traccia 2)
- 1973 - Mar y Sol: The First International Pop Festival
- 1975 - Dick Deadeye - colonna sonora (voce del protagonista)
- 1975 - Sumar á Sýrlandi - Stuðmenn
- 1996 - Bone, Bottle, Brass or Steel (assolo su traccia 2)
- 1996 - Born to Fly: Theatre in the Sky Performance (voce e voce fuoricampo)
- 1997 - Jimmy Witherspoon with The Duke Robillard Band (assolo su traccia 7)
- 1997 - Stony Plain - Absolute Blues 2 (antologia con inediti)
- 1998 - You Got the Bread... We Got the Jam (tracce 2, 3, 6, 9, e 11)
- 1999 - Come Sing with Us - A Collection of Children's Folk Songs (assolo traccia 10)
- 2000 - Carlo Little Allstars - Never Stop Rockin (assolo su tracce 2 e 6)
- 2001 - The Best of Pooh and Tigger Too (assolo su traccia 18)
- 2005 - The British Blues All Stars: Live at Notodden Blues Festival (tracce 6, 7, 11, e 12)
- 2006 - Saturday Night Blues: 20 Years